# Нобелий
Нобелият е химичен, радиоактивен елемент със символ No, атомен номер 102 и принадлежащ към групата на актинидите. Името идва от шведския учен Алфред Нобел. Открит е от Алберт Гиорсо през 1966 г.